# Деклерк, Тим
Тим Деклерк (нидерл. Tim Declercq; род. 21 марта 1989 в Лёвене, Бельгия) — бельгийский профессиональный шоссейный велогонщик, выступающий за команду мирового тура «Deceuninck-Quick Step».

## Достижения
2007
1-й Этап 1 Тур Мюнстера
2011
Чемпионат Бельгии
1-й  Групповая гонка U23
1-й Этапы 2 & 5 Тур Намюра
2012
1-й Велотрофей Йонга Мар Мудига
6-й Кубок Бернокки
10-й Тур Заландии Сеапортс
2013
1-й Велотрофей Йонга Мар Мудига
4-й Тур гор и замков
7-й Тур Финистера
9-й Схал Селс
2016
3-й Гран-при Лиллера
7-й Дварс дор хет Хагеланд
7-й Схал Селс
8-й Ле-Самен
2017
3-й Гюллегем Курсе

### Гранд-туры
| Гонка           | 2017 | 2018 |
| --------------- | ---- | ---- |
| Джиро д'Италия  | —    | —    |
| Тур де Франс    | —    | НФ   |
| Вуэльта Испании | 129  | —    |

| —  | Не участвовал  |
| НФ | Не финишировал |